# 西舘代志子
西舘 代志子（にしだて よしこ、1940年（昭和15年）10月5日 - ）は日本の評論家、緑化運動家。旧名は西舘好子、井上好子。近年は再び西舘 好子名義で活動している。NPO法人「日本ららばい協会」理事長。

## 概要
旧姓名内山好子として、東京市浅草区鳥越のかもじ職人の次女に生まれ、文学に親しんで育つ。
大妻中学校・高等学校卒業後は電通に勤めていたが、1961年12月、井上ひさしと結婚。1963年に長女、1965年に次女、1967年に三女を出産。長女は元こまつ座主宰の井上都。三女は株式会社こまつ座社長の石川麻矢。
1983年1月、こまつ座の発足に伴い、その運営に参加。1984年4月、こまつ座旗揚げ公演『頭痛肩こり樋口一葉』の台本が遅れたことから井上と不和になり、こまつ座舞台監督の西舘督夫と親しくなる。
1984年5月、『the 座』誌編集長就任。1985年暮に井上家を出て、翌1986年6月に井上と離婚。離婚記者会見の際の発言「自分に正直に生きたい」は流行語となる。この頃、『ペントハウス』からヌードモデルにならないかと誘われ断っている。離婚後は雑誌『正論』などフジサンケイグループの著作物の寄稿常連となる。
1987年3月、西舘督夫と再婚。二人で劇団「みなと座」を旗揚げしたが、16公演で解散。以後、評論活動を始める。1995年、第17回参議院議員通常選挙に新党さきがけ公認で千葉県選挙区から出馬するが落選。
1996年、はまの出版から著書『修羅の棲む家』を上梓、井上による凄惨な家庭内暴力を暴露し、波紋を広げた。
2000年10月、還暦を機に代志子と改名。

## テレビ番組
- ライオンのいただきます（フジテレビ）
- 一枚の写真（フジテレビ）

## 著書
- 『愛がなければ生きて行けない』海竜社、1987年12月
- 『いま二幕目』毎日新聞社、1988年1月
- 『一男去ってまた一難』プラネット出版]1988年12月
- 『男たちよ妻を殴って幸せですか？』早稲田出版、2002年2月
- 西舘好子『修羅の棲む家』はまの出版、1998年10月。ISBN 4893612700。
- 西舘好子『表裏井上ひさし協奏曲』牧野出版、2011年9月。ISBN 978-4-89500-149-6。
- 西舘好子『家族戦争 うちよりひどい家はない!?』幻冬舎、2018年2月。ISBN 978-4-344-03257-6。
- 西舘好子『「かもじや」のよしこちゃん 忘れられた戦後浅草界隈』藤原書店、2021年